# Henri Lasserre
Pour les articles homonymes, voir Lasserre.
Joseph-Henri Lasserre de Monzie est un journaliste et écrivain catholique français, né à Carlux le 25 février 1828, mort à Coux et Bigarogue, le 22 juillet 1900 où il fut inhumé. 
Il épouse  Aurélie-Clémence Vasseur le 8 septembre 1868, avec laquelle il  a une fille, Marie Marthe Lasserre de Monzie, épouse d'Abbadie d'Arrast, auteure de plusieurs biographies, nouvelles sous le pseudonyme d'Henriaur.

## Présentation
Il est fils de Jean Baptiste Lasserre de Monzie, médecin chirurgien de la marine militaire qui participe à la bataille de Trafalgar le 21 octobre 1805, sur le bateau le Berwick. 
Après des études de droit à Paris, Henri Lasserre abandonne la carrière d’avocat qu’il avait envisagée pour le journalisme. Pamphlétaire et résolument polémiste, il collabore, à partir des années 1850, aux journaux tels que Le Pays, Le Monde, Le Réveil, L’Ami de la Religion et à la Revue du Monde catholique. Il évolue au milieu d’un cercle d’amis, où se retrouvent Ernest Hello, le Comte Dubosc de Pesquidoux, Barbey d’Aurevilly, Alexandre Dumas fils, etc. Catholique convaincu et engagé, il se heurte à Ernest Renan, puis à Émile Zola.
Sa vie bascule, après la brusque guérison d’une cécité évolutive et irrémédiable le 10 octobre 1862, guérison attribuée à l’eau miraculeuse de Lourdes, dont son ami Charles de Freycinet a demandé l'envoi au curé de Lourdes. Après plusieurs pèlerinages à Lourdes et à la demande de l'abbé Peyramale, curé de Lourdes, il écrit l’histoire des apparitions de Lourdes lorsque la Vierge apparait à Bernadette Soubirous en 1858, à partir des témoignages des différents acteurs rencontrés et dûment interrogés. Son ouvrage « Notre-Dame de Lourdes », publié en 1868, connait un succès retentissant : avec plus de 200 éditions, l’ouvrage est traduit en une quarantaine de langues, célébré par les évêques français et le Pape Pie IX lui-même adresse à l’auteur un bref apostolique, le 4 septembre 1869, pour l'en féliciter. La suite de son œuvre et de sa vie est presque exclusivement consacrée à Lourdes, relatant miracles, témoignages, etc.
Il fait paraître une traduction des Évangiles en 1887, qui est mise à l’Index (Index Librorum Prohibitorum), parce que jugée trop moderniste. Bien qu'il y ait consacré douze ans de sa vie, l'écrivain se soumet. Pour se justifier contre ses détracteurs, il écrit Légitime défense, lettre à sa Grandeur Monseigneur Perraud, évêque d'Autun, 1890.
Il publie ensuite La vie Chrétienne au milieu du monde, réalisé à partir des écrits la princesse Carolyne de Sayn-Wittgenstein et de la correspondance qu'il avait échangée avec elle pendant plusieurs années. 
Son dernier combat est, en les finançant en partie, de terminer les travaux de construction de la nouvelle église paroissiale de Lourdes entrepris par l'abbé Peyramale, le curé des Apparitions, et abandonnés pendant vingt ans, à la mort de ce dernier. Ses derniers ouvrages lui sont consacrés :  L'Église inachevée de Mgr Peyramale, 1896, et Le Curé de Lourdes, Mgr Peyramale, 1897. Il est un bienfaiteur des sanctuaires et de la ville. Aussi son nom a-t-il été donné à une rue de Lourdes.
Il meurt le 22 juillet 1900 dans la propriété familiale au Coux-et-Bigaroque où il vit depuis un quart de siècle en Dordogne.
Les travaux du théologien René Laurentin sur les apparitions mariales à Lourdes se sont appuyés sur les œuvres et les archives laissées par Henri Lasserre.

## Principales publications
- L'Opinion et le Coup d'État, 1851.
- L'Esprit et la Chair, 1859.
- L'Aveugle et sa Compagne, 1860.
- La Prusse et les Traités de Vienne, 1860.
- Serpents et Sophistes, 1861.
- La Pologne et la Catholicité, 1861.
- Les Serpents, 1863.
- L'Évangile selon Renan, 1863.
- Le Maudit, 1864.
- L'Auteur du Maudit, 1864.
- Les Épopées françaises, 1866.
- Le Treizième Apôtre, suivi du retour de l’île d'Elbe, 1866.
- Les deux Hugo : autrefois et aujourd'hui, 1867.
- M. Renan, revu et corrigé, 1868.
- Notre-Dame de Lourdes, 1869.
- Les Guérisons miraculeuses de Notre-Dame de Lourdes, 1870
- Les Apparitions et les Guérisons miraculeuses de Notre-Darne de Lourdes (Petit abrégé de Notre-Dame de Lourdes), 1872.
- Les Étrennes, 1872.
- Mois de Marie de Notre-Dame de Lourdes, 1872.
- Les Apparitions de la Vierge, 1873.
- De la Réforme et de l'Organisation du Suffrage universel, 1873.
- Le Miracle du 16 septembre, 1877-1878.
- Bernadette, Sœur Marie-Bernard, 1879.
- Le Miracle de l'Assomption, 1882.
- Les Épisodes miraculeux de Notre-Dame de Lourdes, 1883.
- Le Menuisier de Lavaur, 1886.
- Les Saints Évangiles, traduction nouvelle, 1887.
- Légitime défense, lettre à sa Grandeur Monseigneur Perraud, évêque d'Autun, 1890
- Nouveau Mois de Marie de Notre-Dame de Lourdes, 1892.
- La Vie chrétienne au milieu du monde, 1895.
- L'Église inachevée de Mgr Peyramale, 1896.
- Le Curé de Lourdes, Mgr Peyramale, 1897.
- Le Comte Dubosc de Pesquidoux, 1900.